# A Real Madrid CF 2012–2013-as szezonja
A Real Madrid CF 2012–2013-as szezonja szól, amely a csapat 109. idénye volt fennállása óta, sorozatban a 82. a spanyol első osztályban. A szezon 2012. július 1-jén kezdődött és 2013. június 30-án ért véget.

## Mezek
Gyártó: Adidas/
mezszponzor: bwin
| Hazai |  | Vendék |  | Harmadik |  | Kapus 1 |  | Kapus 2 | Kapus 3 |

## Átigazolások

### Érkezők
| Mezszám | Poz. | Nemzet   | Név             | Kor | EU | Honnan              | Szerződés megnevezése    | Átigazolási időszak | Szerződés vége | Átigazolás összege | Forrás |
| ------- | ---- | -------- | --------------- | --- | -- | ------------------- | ------------------------ | ------------------- | -------------- | ------------------ | ------ |
|         | V    | spanyol  | David Mateos    | 25  | EU | Zaragoza            | Kölcsönből vissza        | Nyár                | 2013           | N/A                | [ 1 ]  |
|         | KP   | Argentin | Fernando Gago   | 26  | EU | AS Roma             | Kölcsönből vissza        | Nyár                | 2013           | N/A                |        |
|         | KP   | holland  | Royston Drenthe | 25  | EU | Everton             | Kölcsönből vissza        | Nyár                | 2012           | N/A                |        |
| 29      | KP   | spanyol  | Álvaro Morata   | 19  | EU | Utánpótlás rendszer | Utánpótlásból felkerült  | Nyár                | 2015           | N/A                |        |
| 35      | K    | spanyol  | Jesús Fernández | 24  | EU | Utánpótlás rendszer | Utánpótlásból került fel | Nyár                | 2013           | N/A                |        |
| 19      | KP   | Horvát   | Luka Modrić     | 26  | EU | Tottenham Hotspur   | Átigazolás               | Nyár                | 2017           | 30M €              | [ 2 ]  |
| 15      | KP   | ghána    | Michael Essien  | 29  | EU | Chelsea             | Kölcsönbe                | Nyár                | 2013           | N/A                | [ 3 ]  |
| 27      | V    | spanyol  | Nacho           | 22  | EU | Utánpótlás rendszer | Utánpótlásból felkerült  | Nyár                | 2013           | N/A                |        |
| 25      | K    | spanyol  | Diego López     | 31  | EU | Sevilla             | Átigazolás               | Nyár                | 2017           | 4M €               | [ 4 ]  |

Összes kiadás: 34M €

### Távozók
| Mezszám | Poszt | Nemzet   | Név             | Kor | EU | Hová                     | Ár     | jegyzet |
| ------- | ----- | -------- | --------------- | --- | -- | ------------------------ | ------ | ------- |
|         | V     | Spanyol  | David Mateos    | 25  | EU | Real Madrid Castilla     | Ingyen |         |
|         | KP    | holland  | Royston Drenthe | 25  | EU | FK Alanyija Vlagyikavkaz | ingyen |         |
| 16      | KP    | török    | Hamit Altıntop  | 29  | EU | Galatasaray              | 3.5M € |         |
|         | KP    | Argentin | Fernando Gago   | 26  | EU | Valencia                 | 3.5M € | [ 5 ]   |
|         | KP    | spanyol  | Sergio Canales  | 21  | EU | Valencia                 | 8M €   | [ 6 ]   |
| 15      | KP    | török    | Nuri Şahin      | 23  | EU | Liverpool                | 5M €   |         |
| 11      | KP    | spanyol  | Esteban Granero | 25  | EU | Queens Park Rangers      | 8M €   |         |
| 24      | KP    | francia  | Lassana Diarra  | 27  | EU | Anzsi Mahacskala         | 5M €   |         |
| 15      | KP    | török    | Nuri Şahin      | 23  | EU | Borussia Dortmund        | 1M €   |         |

Összes bevétel:  34M €

## La Liga
Győzelem
      Döntetlen
      Vereség
| Forduló | Ellenfél               | H/V | Eredmény |
| ------- | ---------------------- | --- | -------- |
| 1       | Valencia               | H   | 1–1      |
| 2       | Getafe                 | V   | 2–1      |
| 3       | Granada                | H   | 3–0      |
| 4       | Sevilla                | V   | 1–0      |
| 5       | Rayo Vallecano         | V   | 0–2      |
| 6       | Deportivo de La Coruña | H   | 5–1      |
| 7       | Barcelona              | V   | 2–2      |
| 8       | Celta Vigo             | H   | 2–0      |
| 9       | Mallorca               | V   | 0–5      |
| 10      | Real Zaragoza          | H   | 4–0      |
| 11      | Levante                | V   | 1–2      |
| 12      | Athletic Bilbao        | H   | 5–1      |
| 13      | Real Betis             | V   | 1–0      |
| 14      | Atlético Madrid        | H   | 2–0      |
| 15      | Real Valladolid        | V   | 2–3      |
| 16      | Espanyol               | H   | 2–2      |
| 17      | Málaga                 | V   | 3–2      |
| 18      | Real Sociedad          | H   | 4–3      |
| 19      | Osasuna                | V   | 0–1      |

| Forduló | Ellenfél               | H/V | Eredmény |
| ------- | ---------------------- | --- | -------- |
| 20      | Valencia               | V   | 0–5      |
| 21      | Getafe                 | H   | 4–0      |
| 22      | Granada                | V   | 1–0      |
| 23      | Sevilla                | H   | 4–1      |
| 24      | Rayo Vallecano         | H   | 2–0      |
| 25      | Deportivo de La Coruña | V   | 1–2      |
| 26      | Barcelona              | H   | 2–1      |
| 27      | Celta Vigo             | V   | 1–2      |
| 28      | Mallorca               | H   | 5–2      |
| 29      | Zaragoza               | V   | 1–1      |
| 30      | Levante                | H   | 5–1      |
| 31      | Athletic Bilbao        | V   | 0–3      |
| 32      | Real Betis             | H   | 3–1      |
| 33      | Atlético Madrid        | V   | 1–2      |
| 34      | Real Valladolid        | H   | 4–3      |
| 36      | Málaga                 | H   | 6–2      |
| 35      | Espanyol               | V   | 1–1      |
| 37      | Real Sociedad          | V   | 3–3      |
| 38      | Osasuna                | H   | 4–2      |

## Spanyol kupa
| 2013. május 17. 21:30 |

| Real Madrid | 1–2         | Atlético Madrid       |
| ----------- | ----------- | --------------------- |
| Ronaldo 14' | Jegyzőkönyv | Costa 35' Miranda 99' |

| Santiago Bernabéu, Madrid Nézőszám: 80,000 Játékvezető: Carlos Clos Gómez |

| Real Madrid | Atlético Madrid |

|               |    |                   |             |     |
|               |    |                   |             |     |
| GK            | 25 | Diego López       |             |     |
| RB            | 15 | Michael Essien    | 101'        |     |
| CB            | 18 | Raúl Albiol       |             |     |
| CB            | 4  | Sergio Ramos (c)  | 74'         |     |
| LB            | 5  | Fábio Coentrão    | 54'         | 91' |
| CM            | 14 | Xabi Alonso       |             |     |
| CM            | 6  | Sami Khedira      | 65'         |     |
| RW            | 10 | Mesut Özil        | 72'         |     |
| AM            | 19 | Luka Modrić       |             | 91' |
| LW            | 7  | Cristiano Ronaldo | 90+3′, 115′ |     |
| CF            | 9  | Karim Benzema     |             | 91' |
| Cserék:       |    |                   |             |     |
| GK            | 1  | Iker Casillas     |             |     |
| DF            | 11 | Ricardo Carvalho  |             |     |
| DF            | 17 | Álvaro Arbeloa    |             | 91' |
| MF            | 8  | Kaká              |             |     |
| MF            | 21 | José Callejón     |             |     |
| MF            | 22 | Ángel Di María    | 119'        | 91' |
| FW            | 20 | Gonzalo Higuaín   |             | 91' |
| Vezetőedző:   |    |                   |             |     |
| José Mourinho |    |                   |             |     |

|               |    |                    |              |      |
|               |    |                    |              |      |
| GK            | 13 | Thibaut Courtois   |              |      |
| RB            | 20 | Juanfran           |              |      |
| CB            | 2  | Diego Godín        |              |      |
| CB            | 23 | Miranda            | 120+3'       |      |
| LB            | 3  | Filipe Luís        |              |      |
| CM            | 4  | Mario Suárez       | 100'         |      |
| CM            | 14 | Gabi (c)           | 114′, 120+5′ |      |
| RW            | 6  | Koke               | 105+1'       | 113' |
| LW            | 10 | Arda Turan         | 37'          | 111' |
| CF            | 19 | Diego Costa        | 69'          |      |
| CF            | 9  | Radamel Falcao     |              |      |
| Cserék:       |    |                    |              |      |
| GK            | 25 | Sergio Asenjo      |              |      |
| DF            | 18 | Cata Díaz          |              |      |
| MF            | 5  | Tiago              |              |      |
| MF            | 7  | Adrián             |              |      |
| MF            | 8  | Raúl García        |              | 113' |
| MF            | 11 | Cristian Rodríguez |              | 111' |
| FW            | 30 | Óliver             |              |      |
| Vezetőedző:   |    |                    |              |      |
| Diego Simeone |    |                    |              |      |

## Végeredmény
| #  | Csapat              | M  | Gy | D  | V  | Lg  | Kg | Gk  | P   | Megjegyzés                   |
| -- | ------------------- | -- | -- | -- | -- | --- | -- | --- | --- | ---------------------------- |
| 1  | Barcelona           | 38 | 32 | 4  | 2  | 115 | 40 | +75 | 100 | Bajnokok Ligája, csoportkör  |
| 2  | Real Madrid         | 38 | 26 | 7  | 5  | 103 | 42 | +61 | 85  | Bajnokok Ligája, csoportkör  |
| 3  | Atlético Madrid     | 38 | 23 | 7  | 8  | 65  | 31 | +34 | 76  | Bajnokok Ligája, csoportkör  |
| 4  | Real Sociedad       | 38 | 18 | 12 | 8  | 70  | 49 | +21 | 66  | Bajnokok Ligája, playoff     |
| 5  | Valencia            | 38 | 19 | 8  | 11 | 67  | 54 | +13 | 65  | Európa-liga, csoportkör      |
| 6  | Málaga              | 38 | 16 | 9  | 13 | 53  | 50 | +3  | 57  |                              |
| 7  | Real Betis          | 38 | 16 | 8  | 14 | 57  | 56 | +1  | 56  | Európa-liga, playoff         |
| 8  | Rayo Vallecano      | 38 | 16 | 5  | 17 | 50  | 66 | −16 | 53  |                              |
| 9  | Sevilla             | 38 | 14 | 8  | 16 | 58  | 54 | +4  | 50  | Európa-liga, 3. selejtezőkör |
| 10 | Getafe              | 38 | 13 | 8  | 17 | 43  | 57 | −14 | 47  |                              |
| 11 | Levante             | 38 | 12 | 10 | 16 | 40  | 57 | −17 | 46  |                              |
| 12 | Athletic Bilbao     | 38 | 12 | 9  | 17 | 44  | 65 | −21 | 45  |                              |
| 13 | Espanyol            | 38 | 11 | 11 | 16 | 43  | 52 | −9  | 44  |                              |
| 14 | Valladolid          | 38 | 11 | 10 | 17 | 49  | 58 | −9  | 43  |                              |
| 15 | Granada             | 38 | 11 | 9  | 18 | 37  | 54 | −17 | 42  |                              |
| 16 | Osasuna             | 38 | 10 | 9  | 19 | 33  | 50 | −17 | 39  |                              |
| 17 | Celta Vigo          | 38 | 10 | 7  | 21 | 37  | 52 | −15 | 37  |                              |
| 18 | Mallorca            | 38 | 9  | 9  | 20 | 43  | 72 | −29 | 36  | Kiesés: Segunda División     |
| 19 | Deportivo La Coruña | 38 | 8  | 11 | 19 | 47  | 70 | −23 | 35  | Kiesés: Segunda División     |
| 20 | Real Zaragoza       | 38 | 9  | 7  | 22 | 37  | 62 | −25 | 34  | Kiesés: Segunda División     |

Utolsó frissítés: 2013. január 20.
Forrás: ESPN
Rendezési elv: 1 – pont; 2 – egymás ellen szerzett több pont; 3 – egymás elleni gólkülönbség; 4 – egymás ellen lőtt több gól; 5 – gólkülönbség; 6 – több lőtt gól; 7 – Fair Play-lista.
# = helyezés; M = játszott meccsek száma; Gy = győzelmek; D = döntetlenek; V = vereségek; Lg = lőtt gólok; Kg = kapott gólok; Gk = gólkülönbség; Pont = pontok; (B) = bajnok; (K) = kiesett; (F) = feljutott.

## Góllövőlista
| #        | Játékos           | Poszt    | La Liga | BL | Copa del Rey | Supercopa de España | Összesen |
| -------- | ----------------- | -------- | ------- | -- | ------------ | ------------------- | -------- |
| 1        | Cristiano Ronaldo | CS       | 34      | 12 | 7            | 2                   | 55       |
| 2        | Karim Benzema     | CS       | 11      | 5  | 4            | 0                   | 20       |
| 3        | Gonzalo Higuaín   | CS       | 16      | 1  | 0            | 1                   | 18       |
| 4        | Mesut Özil        | KP       | 9       | 1  | 0            | 0                   | 10       |
| 5        | Ángel Di María    | KP       | 7       | 0  | 1            | 1                   | 9        |
| 6        | José Callejón     | CS       | 3       | 2  | 2            | 0                   | 7        |
| 7        | Sergio Ramos      | V        | 4       | 1  | 0            | 0                   | 5        |
| 7        | Kaká              | KP       | 3       | 1  | 1            | 0                   | 5        |
| 9        | Sami Khedira      | KP       | 3       | 0  | 1            | 0                   | 4        |
| 9        | Luka Modrić       | KP       | 3       | 1  | 0            | 0                   | 4        |
| 11       | Álvaro Morata     | CS       | 2       | 0  | 0            | 0                   | 2        |
| 11       | Michael Essien    | KP       | 2       | 0  | 0            | 0                   | 2        |
| 11       | Pepe              | V        | 1       | 1  | 0            | 0                   | 2        |
| 11       | Raphaël Varane    | V        | 0       | 0  | 2            | 0                   | 2        |
| 15       | Fábio Coentrão    | V        | 1       | 0  | 0            | 0                   | 1        |
| 15       | Raúl Albiol       | V        | 1       | 0  | 0            | 0                   | 1        |
| 15       | Marcelo           | V        | 0       | 1  | 0            | 0                   | 1        |
| 15       | José Rodríguez    | KP       | 0       | 0  | 1            | 0                   | 1        |
| Öngólok  | Öngólok           | Öngólok  | 3       | 0  | 1            | 0                   | 4        |
| Összesen | Összesen          | Összesen | 103     | 26 | 20           | 4                   | 153      |

## Külső hivatkozások
- Hivatalos weboldal